# The Fool

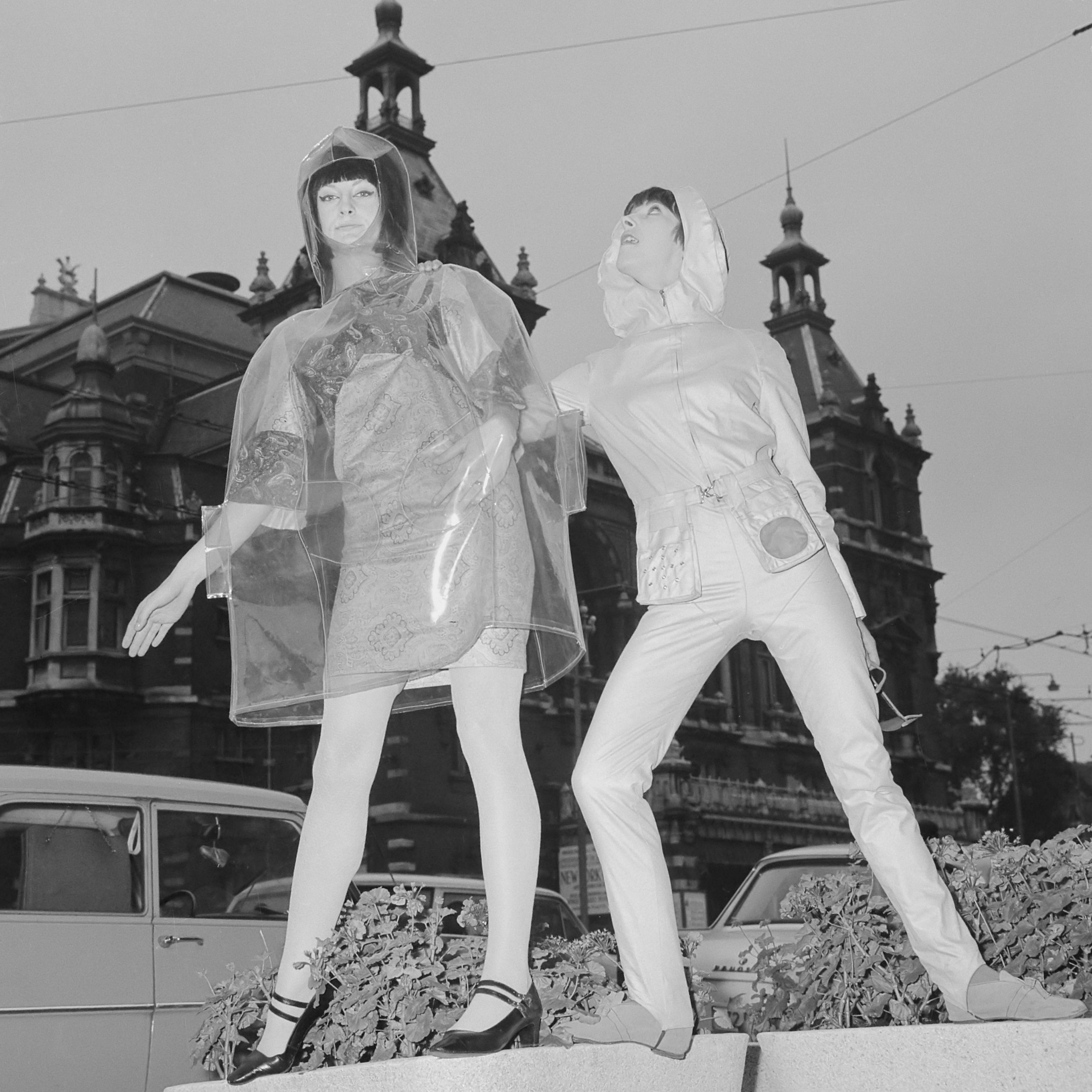
Marijke Koger en Josje Leeger (1965)

The Fool was een Nederlandse designgroep uit de jaren '60, die bekend werd vanwege haar psychedelische LP-covers en typische hippie-kleding. De naam van de groep was gebaseerd op de tarotkaart 'The Fool'.
De aanvankelijke leden van de groep waren Simon Posthuma (Seemon) en Marijke Koger. Zij werden ontdekt door de Britse fotograaf Karl Ferris, toen zij verkeerden in een commune op Ibiza in 1966. Ferris nam foto's mee van door The Fool ontworpen kleding, en publiceerde die in The Times. Eenmaal terug in Londen openden The Fool en Karl Ferris een ontwerp-studio, waarin Posthuma en Koger kleding ontwierpen en Ferris zich bezighield met fotografie. Later werd deze studio verrijkt met Barry Finch en Josie (Josje Leeger). Met hen erbij maakte The Fool ook twee eigen albums, waarvan de eerste geproduceerd werd door Graham Nash. Later als het duo Seemon & Marijke maakte ze nog twee albums en twee singles. 
Bekende werken waren onder meer:

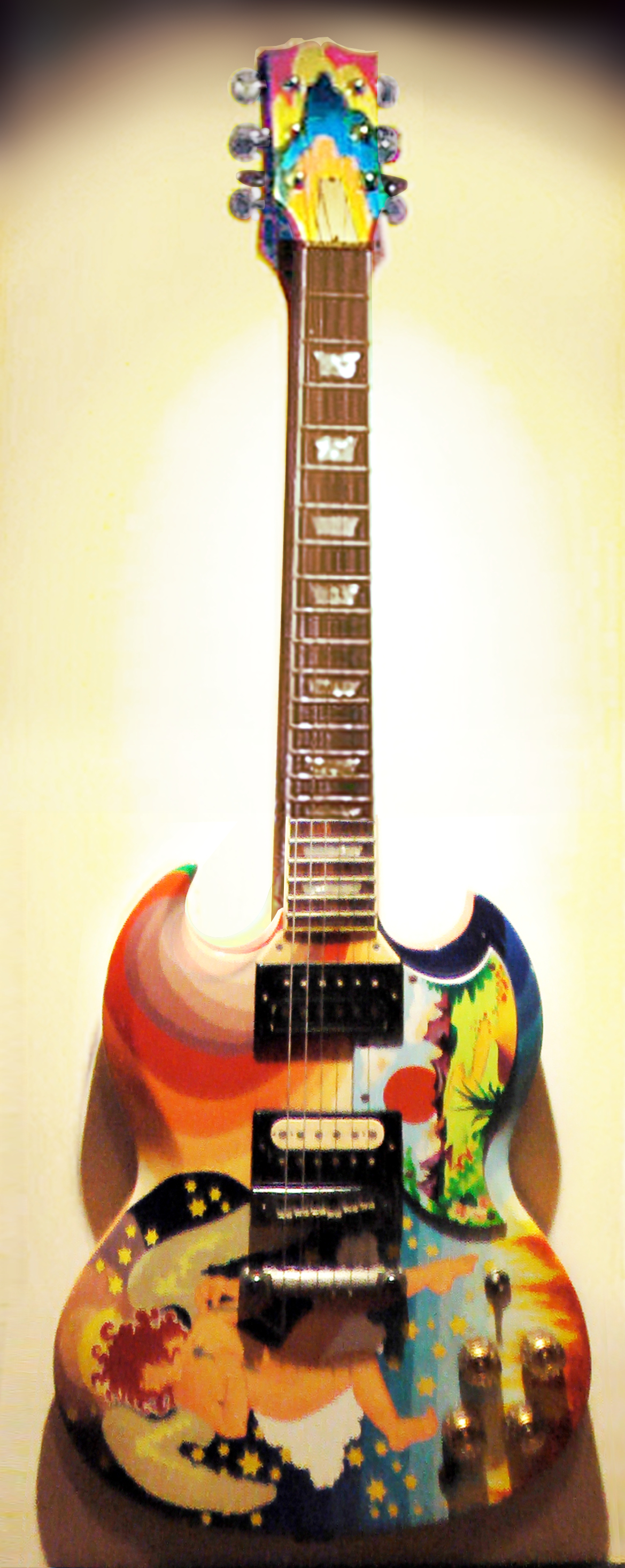
The Fool, de Gibson SG van Eric Clapton, beschilderd door Marijke Koger (replica)

- De beschildering van Eric Claptons Gibson SG die hij bij Cream gebruikte.[2].
- De beschildering van de Fender Bass VI van Claptons bandgenoot Jack Bruce, die hij maar weinig gebruikte omdat ze ook de hals hadden beschilderd waardoor deze niet meer soepel speelde.
- De beschildering van John Lennons Rolls Royce[3]
- De gevelschildering op het gebouw van het door The Beatles opgerichte Apple Corps.[4]

## Discografie
- The Fool (album), als The Fool (1968)
- Rainbow man (USA single), als The Fool (1969)
- Shining Light (USA single), als The Fool (1969)
- Son of America (album), als Seemon & Marijke (1971)
- I saw you (single), als Seemon & Marijke (1971)
- Keep on keepin' on (single), als Seemon & Marijke (1972)
- Vegetable Stew (single), als Seemon & Marijke (1972)
- Dreamboat (single), als Seemon & Marijke (1974)